# Marant
Marant is een gemeente in het Franse departement Pas-de-Calais (regio Hauts-de-France) en telt 66 inwoners (2009). De plaats maakt deel uit van het arrondissement Montreuil.

## Geografie
De oppervlakte van Marant bedraagt 3,9 km², de bevolkingsdichtheid is dus 16,9 inwoners per km².
De onderstaande kaart toont de ligging van Marant met de belangrijkste infrastructuur en aangrenzende gemeenten.

## Demografie
Onderstaande figuur toont het verloop van het inwonertal (bron: INSEE-tellingen).